# Maironis
Maironis, pseudonimo di Jonas Mačiulis (Pasandravys, 21 ottobre 1862 – Kaunas, 28 giugno 1932), è stato un poeta, presbitero e teologo lituano, considerato in Lituania fra i maggiori poeti del paese, l'araldo del risorgimento della nazione lituana.

## Biografia
Nato in una famiglia di contadini benestanti il 2 novembre 1862, dopo aver ricevuto a casa l'istruzione primaria a casa, nel 1873 entrò nel seminario di Kaunas conseguendo la maturità nel 1883. Nel 1883 si iscrisse al corso di laurea in Letteratura alla Facoltà di Storia e Filologia dell'Università di Kiev. Interruppe però gli studi dopo un anno per iscriversi, su iniziativa dei genitori, ai corsi di Teologia al Seminario di Kaunas laureandosi nel 1888. Ha continuato successivamente gli studi all'Accademia teologica di San Pietroburgo, conseguendo il dottorato in teologia nel 1892. Ha svolto successivamente l'attività di insegnante nelle stesse istituzioni nelle quali aveva studiato. Dopo un anno di insegnamento al Seminario di Kaunas (1993-94), dal 1894 al 1909 fu professore all'Accademia Teologica di San Pietroburgo. Nel 1909 tornò a Kaunas dove divenne rettore del seminario locale, incarico che mantenne fino al 1922, anno in cui fu nominato professore di teologia morale all'Università lituana. Nel biennio 1923-1924 insegnò anche letteratura polacca.

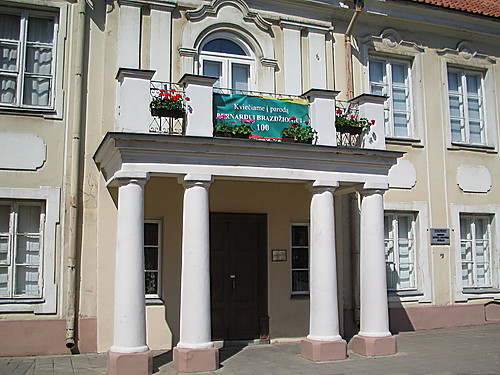
Kaunas, abitazione di Maironis, Museo letterario lituano Maironis

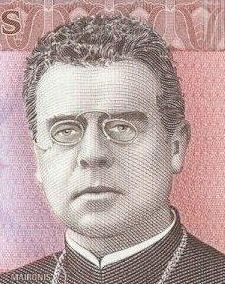
Maironis sulla banconota lituana da 20 litas (2001)

Maironis scrisse versi fin dall'età giovanile. Dal punto di vista formale rivoluzionò la poesia in lingua lituana introducendo una metrica accentuativa-sillabica in luogo della metrica sillabica della poesia tradizionale lituana. Raggiunse in vita una vasta popolarità in quanto ha interpretato le speranze e le aspirazioni del popolo lituano nel periodo della lotta per l'indipendenza. Oggetto dei suoi versi è l'amore per il suo paese: le leggende, la storia, il paesaggio lituano.
Le sue opere furono vietate da Stalin. La sua abitazione a Kaunas è diventata il Museo letterario lituano Maironis

## Opere

### Poesie
Tutta la produzione lirica di Maironis è stata pubblicata nella raccolta Pavasario balsai ("Voci di Primavera"), I edizione contenente 45 poesie, 1895; VI edizione, contenente 131 poesie, nel 1926.
- Lietuva ("Lituania", pubblicata nel 1888)
- Tarp skausmų į garbę ("Il dolore d'onore", 1895)
- Nuo Birutės kalno ("Dalla collina di Birute");
- Jaunoji Lietuva ("La giovane Lituania", poema epico, 1907)
- Raseinių Magdė (Magda Raseiniai, 1909)
- Mūsų vargai (Le nostre sventure, 1920)
- Jūratė ir Kastytis

### Drammi storici
I seguenti tre drammi storici costituiscono una trilogia sulla vita di Vitoldo (1350-1430), granduca di Lituania, eroe nazionale lituano.
- Kęstučio mirtis ("La morte di Kestutis", 1921)
- Vytautas pas kryžiuočius ("Vytautas ai Crociati", 1925)
- Didysis Vytautas – karalius ("Vytautas il Grande - Re", 1930)

### Saggi, Prose
- Trumpa lietuvių rašliavos apžvalga ("Breve panoramica della poesia tradizionale lituana", 1906)
- Trumpa visuotinės literatūros istorija ("Breve storia della letteratura universale, 1926)
- Apsakymai apie Lietuvos praeigą ("Racconto delle peripezie di un lituano", 1891)
- Publicistiniai straipsniai, teologijos studijos (Articoli, Saggi e studi teologici)